# آلباراسین

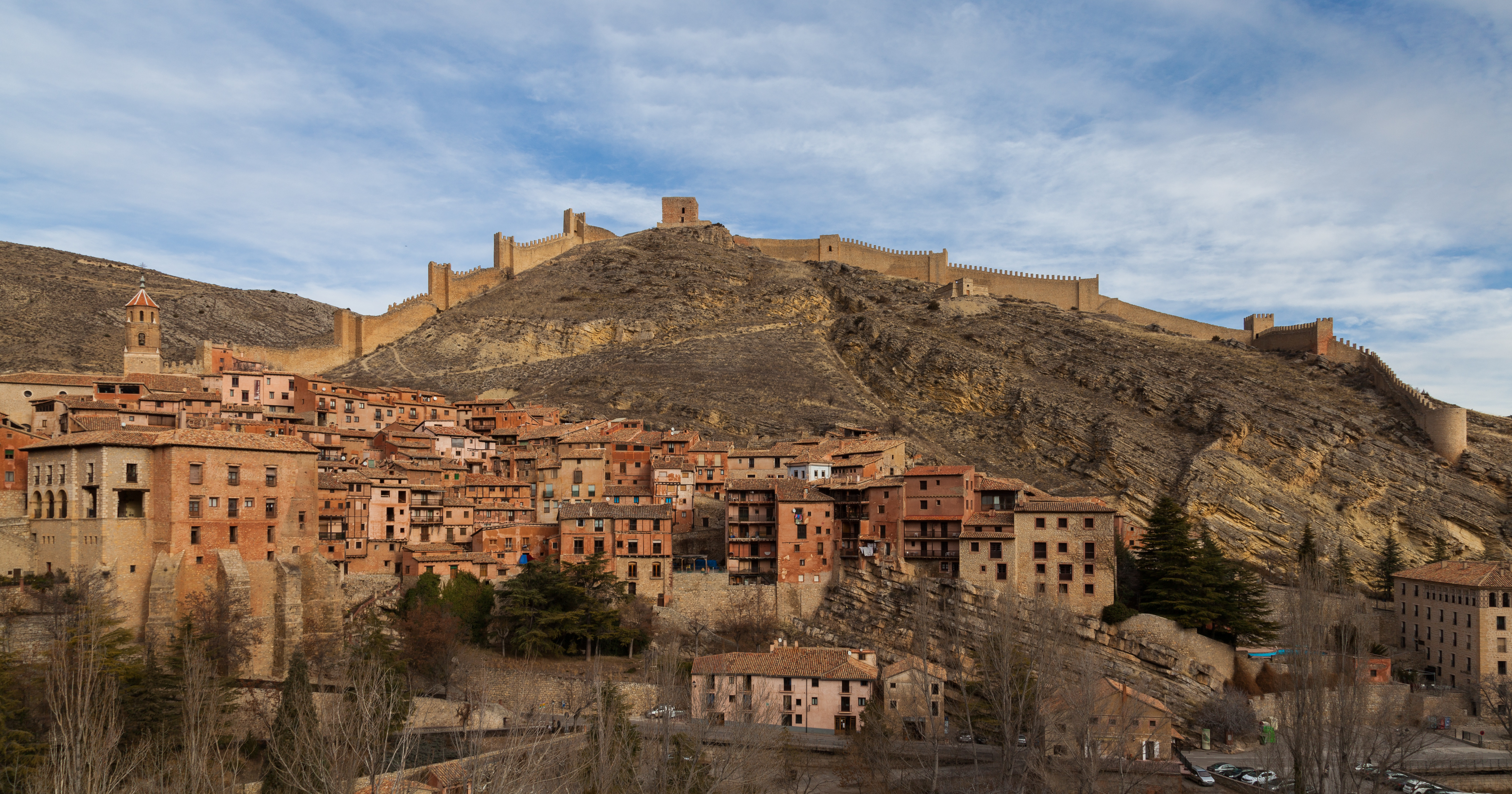
نمایی از حصار تاریخی آلباراسین به دور روستا.

آلباراسین (به اسپانیایی: Albarracín) یک شهرستان در اسپانیا است که در استان تروئل واقع شده‌است.

## خصوصیات
آلباراسین ۴۵۲٫۷۲ کیلومترمربع مساحت و ۱٬۱۱۰ نفر جمعیت دارد و ۱٬۱۸۲ متر بالاتر از سطح دریا واقع شده‌است.